# Строганови
Строганови чи Строгонови (рос. Строгановы, Строгоновы) — шляхетський рід російських промисловців і поміщиків, що поклав початок поколінню видатних магнатів і державних діячів XVI—ХХ ст. Від XVIII століття — барони й графи Російської імперії. Забудовники Уралу й території Сибіру, засновники строгановської школи іконопису й архітектури тощо. За чоловічою лінією графський рід припинився 1923 року.

## Історія роду

### Походження
XVIII століття голландські вчені Ніколаас Вітсен й Ісаак Масса встановили, що родоначальником роду Строганових був татарин, який прибув до Великого князівства Московського й при хрещенні одержав ім'я Спиридон. Він одружився з родичкою московського князя Дмитра Донського, але незабаром потрапив у полон до татар, де був жорстоко катований і вбитий 1395 року. Спиридон мав сина Кузьму (Козьма, 1381—1445), який після смерті батька отримав прізвище Строганов (Строгонов). Цю версію відкинув Микола Карамзін, який не заперечував походження Строганова із Золотої Орди, але факт «стругання» Спиридона, вважав байкою, яку було згодом спростовано повністю.
У середині XIX — на початку XX ст. дослідники вважали, що рід Строганових походить від заможних громадян Великого Новгорода. Цю гіпотезу висунув історик й археограф Микола Устрялов досліджуючи родовід Строганових на замовлення графині Софії Володимировни Строганової.
Помилковість версії Миколи Устрялова доводив історик Андрій Введенський, який вважав, що свій рід Строганови ведуть від поморів із північно-західного району сучасної Російської Федерації. Цю версію підтримували й радянські історіографи.
Управитель пермського маєтку Строганових у 1836—1856 рр. Федір Олексійович Волегов зазначав, що Строганови походять від Спиридона, онук якого Лука Кузьмич (1428—1478) викупив із татарського полону московського князя Василя Темного. Близько 1488 року Федір Лукич Строганов, у чернецтві Феодосій, правнук Спиридона, оселився в місті Сольвичегодськ і помер 17 березня 1497. У нього було четверо синів — Степан, Осип, Володимир й Оникій. У перших трьох синів Федора не було дітей і тому, саме молодший син Оникій продовжив рід Строганових.

### Діяльність

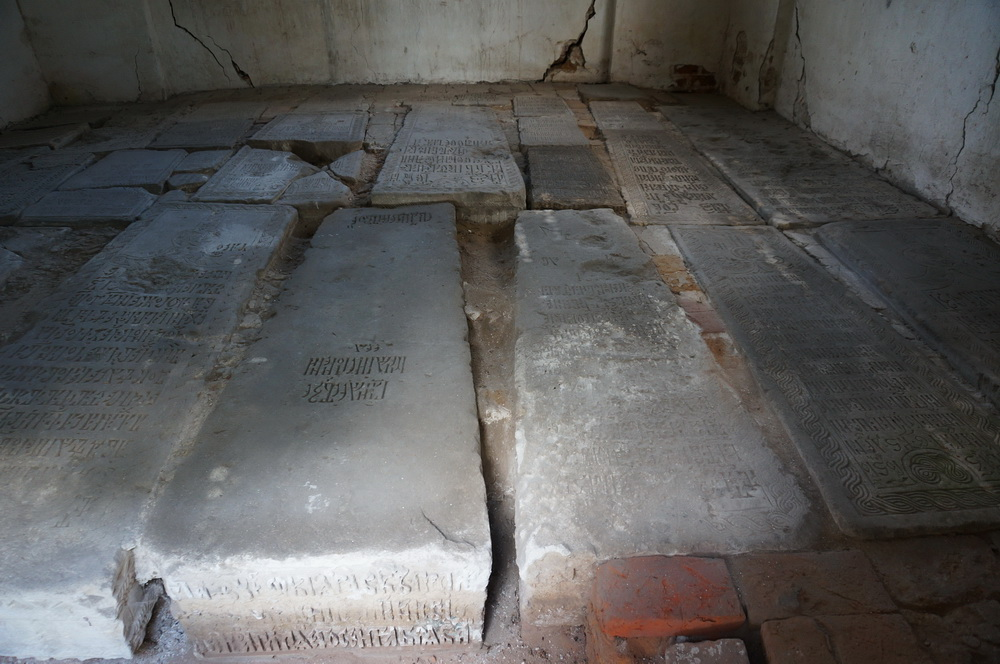
Надгробні плити допетровського періоду в усипальниці Строганових у Сольвичегодську

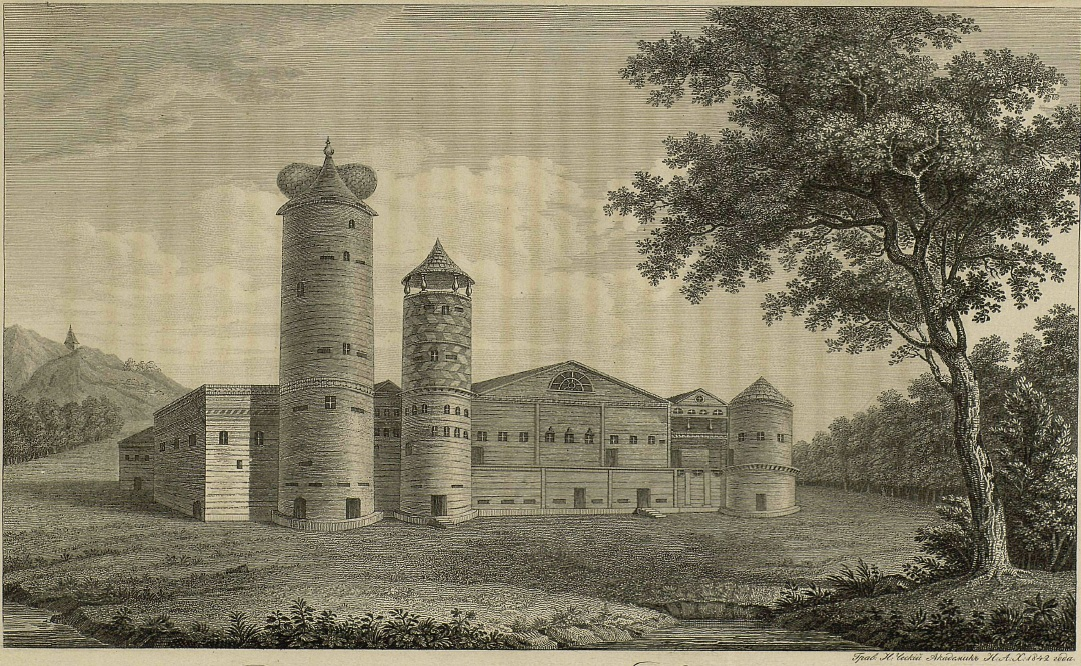
«Хороми Строганових» у Сольвичегодську

У Сольвичегодську Оникій (Анико, Аникій, Іоаникій) Федорович Строганов (1488—1569) заснував соляне виробництво. Більшість історичних джерел вказує, що це відбулося 1515 року, коли йому було 18 років. У книзі Андрія Введенського «Торговий дім XVI—XVII ст.» (1924) зазначено, що 18 лютого 1526 року Оникій «купив у Ф. Я. Бізимова третину варниці без солеварної сковороди (цирени) і третину варничного місця за дві гривні»; 15 липня 1540 року — «у В. і Д. Вароницьких варницю із циреном і місцем за сімнадцять рублів»; 1550 року отримав грамоту царя Івана IV «на порожнє місце під варницю з пільгами на шість років».
9 квітня 1517 року сини Федора Лукича Строганова — Осип, Степан і Володимир отримали від князя Василя Івановича жалувану грамоту на «Сіль Качаловську».
Анікий Федорович, як меценат і людина культури був засновком бібліотеки, сприяв навчанню іконопису, спорудив власний палац, заклав фундамент Благовіщенського собору в Сольвичегодську.
В Оникія було троє синів:
- Яків (помер 1579) — мав сина Максима (1557—1631) і двох онуків: Максима (1603—1627) і Івана (помер 1647). Родова гілка за чоловічою лінією згасла після смерті Данила Івановича (1623—1668);
- Григорій (помер 1578) — мав єдиного сина Микиту (1562—1616), що був неодружений;
- Семен (помер 1586) — батько двох синів Андрія (1581—1649) і Петра (1583—1639), від яких походять інші Строганови[9].

4 квітня 1558 року цар Іван Васильович подарував другому синові Григорію Оникійовичу величезну територію землі Уральського Прикам'я обабіч річки Ками (3,5 млн десятин «пустинних земель» від річки Лисьви до річки Чусової).
16 серпня 1566 року землі Строганових за спеціальним наказом Івана Грозного потрапили під опричнину (1565—1572 рр.).
25 березня 1568 року старший син Оникія — Яків, отримав жалувану грамоту на землі вздовж річки Чусова (1568 р. у місті Казані згадується про двір Оникія Строганова).
Родина Строганових, у межах своїх володінь, сприяла розвитку землеробства, соляній, рибній, мисливській і гірничорудній промисловість, будувала міста й фортеці, придушувала невдоволення місцевого населення за допомогою своїх військових дружин, завойовувала території Передуралля, Уралу й Сибіру. Крім того, Строганови займалися вирощуванням перлів, торгували зерном і хутром, надавали грошові позики, розширювали транспортну галузь, займались доставкою товарів до Центральної Європи.
Ненаситні російські царі прагнуть завоювати ще більше територій. Однак на шляху росіян до омріяних нових земель опинилися дикі племена Сибіру. Кривава війна проти місцевого населення розтягнулася на кілька століть. Відомо, що 1572 року черемиський хан Кучум, при підтримці місцевих народностей напали на пермські вотчини Строганових. Вони спалили декілька сіл, пограбували й вбили «торгових людей». Видана царська грамота від 6 серпня 1572 року передбачала план придушення повсталих черемисів і тому, Строганови власними зусиллями вдалося вгамувати бунт. Вони повідомили царю про непокору хана Кучума й небажання ногайців, вотяків, остяків і черемисів платити данину Москві. 1574 року на прохання Строганових царською грамотою для подальшого розвитку і розширення території Уральського краю родині було виділено землі обабіч річки Тобол. Через постійні набіги з боку населення, що не сприяли розвитку господарства родини Строганових, цар дозволив їм найняти власне військо (1574). У той час до рук Строганових стікалися усі кошти від торгівлі з Китаєм.1578 року родина вирішила залучити для безпеки своїх володінь донських козаків, ватажком яких був колишній розбійник Єрмак. Строганови надіслали йому грамоту у квітні 1579 року з проханням: «Маємо фортеці й землі, але не маємо війська, йдіть до нас обороняти Велику Перм і східній край християн». У червні того ж року Єрмак із дружиною донських козаків прибув до Пермського краю. Найманці одержували 20 тис. рублів (тоді величезна сума) за криваве поневолення вогулів й інших народностей. Семен Оникійович Строганов й онуки Оникія — Максим Якович Строганов (син Якова) і Микита Григорович Строганов (син Григорія) 1581 року залучили Єрмака з найманим військом і до Сибірський походу. Микола Карамзін назвав Семена Оникійовича Строганова «російським Пісарро».
Через вбивство Семена Оникійовича рід Строганових очолила його друга дружина — Євдокія Нестерівна Строганова (уроджена Лачинова, боярська дочка, у чернецтві Єфросинія; 1 квітня 1561—19 (29) листопада 1638). Усі відомі нащадки Строганових походили від цього подружжя і, крім того, Лачинова доводилася сестрою солікамського воєводи. Інші родові гілки Строганових перервались ще в XVII столітті, крім «окрестьянівшихся».
Смутні часи тільки зміцнили позиції Строганових, а їхні володіння не постраждали від розгромів. 1605 року Строганови та їх піддані покірно присягнули Лжедмитрію I. 1609 року на прохання майбутнього московського царя, Василя Шуйського, вони відправили наймане військо до Москви для захисту від Лжедмитрія II. Максим Строганов отримав листа від князя Михайла Скопіна-Шуйського з проханням надати кошти для утримання армії. Строганови негайно виділили 1000 рублів, а згодом ще 1500 рублів.
Грамотою царя Василя Шуйського від 23 лютого (5 березня) 1610 року Микита Григорович Строганов, а від 29 травня (8 червня) 1610 року — Андрій (1581—1649) і Петро (1583—1639) Семеновичи Строганови, за старанну службу царю і Вітчизні в часи державної смути й за грошові позички (близько 842 тисяч рублів) були відзначені особливим титулом «імениті люди». Строганови посідали привілейовані місця на урочистих царських обідах поруч з боярами Патріархату Московського в XVII столітті. Про їх високе становище в Московському царстві свідчить і той факт, що Соборним уложенням 1649 року царя Олексія Михайловича (розділ X, ст. 94) честь «іменитих людей Строганових» оберігалась персонально й за образу представників роду встановлювався окремий штраф у сумі 100 рублів.
У XVII столітті родина Строганових сприяла розвитку соляної промисловості в районі Солікамська, що стало головним джерелом їхнього достатку. При цьому Строганови продовжили надавали фінансову допомогу царям Московського царства — на Смоленську війну й на Московсько-польську війну 1654—1667 рр..

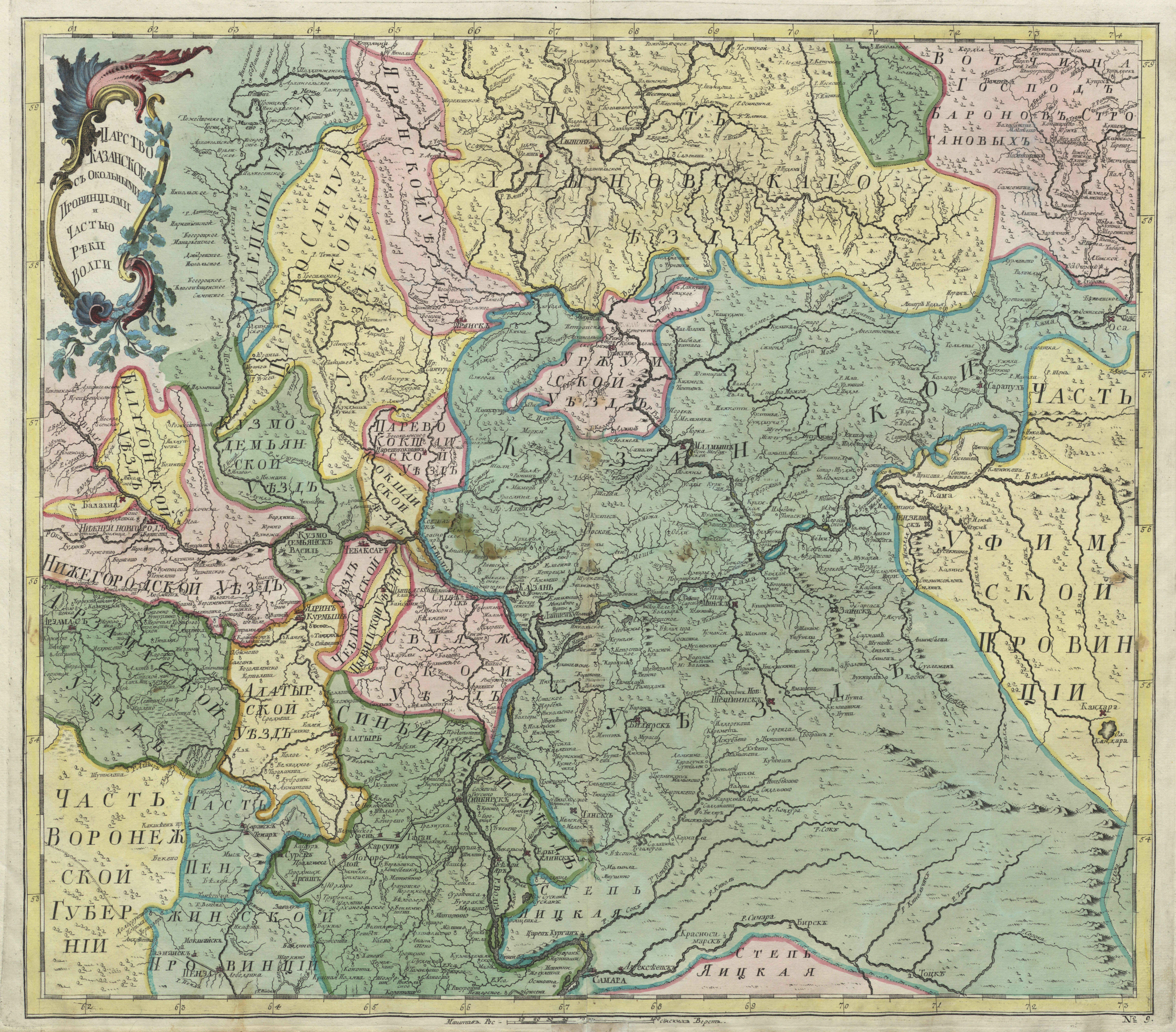
«Вотчина баронів Строганових», 1745
(на північно-східному боці мапи — нинішній Пермський край)

Землі, що були поділені між спадкоємцями дітей Оникія Строганова, об'єднав у 80-х роках XVII століття Григорій Строганов (1656—1715), син Дмитрія Андрійовича (помер 1673) й онук Андрія Семеновича. Він отримав вісім царських грамот, шість з яких, передавали йому землі й нерухомість у Прикам'ї:
- землі обабіч р. Весляна (1685)
- землі обабіч р. Яйве (1688)
- землі обабіч р. Лолог (1694)
- Ленвенське соляне виробництво (1697)
- Зирянське соляне виробництво (1701)
- землі обабіч річок Обве, Косьве й Іньве (1702).

Загальна площа пермського маєтку Григорія Строганова до його смерті 1715 року складала 6 млн 639 тис. десятин землі.

### Дворянство
Під час Північної війни (1700—1721) родина Строганових надавала значні кошти цареві Петру I, заснувала заводи і фабрики на Уралі.
1722 року Олександру (1698—1754), Миколі (1700—1758) й Сергію (1707—1756) Григоровичам Строгановим були надані баронські титули, а звання «іменитих людей» з них було знято. Микола Григорович мав сина Олександра (1740—1789). У барона Сергія Григоровича був також син Олександр (1733—1811).
Олександр Сергійович Строганов брав участь у роботі комісії щодо складання проєкту нового уложення при Катерині II, а в кінці XVIII—початку XIX століть був призначений президентом Академії мистецтв, головним директором Публічної бібліотеки (1800—1811), членом Державної ради. 1761 року отримав графський титул. Його єдиний син, Павло Олександрович Строганов (1772—1817) — член Негласного комітету Олександра I, був товаришем (тобто заступником) Міністра внутрішніх справ. Його дружина — графиня Софія Володимирівна Строганова (уроджена Голіцина; 1775—1845), засновниця маєтку Мар'їно поблизу Тосно й Школи сільськогосподарських і лісових наук, також відома своїми працями в галузі лісництва. У подружжя було двоє дітей: дочка Наталя Павлівна Строганова (1798—1882; вийшла заміж за кузена Сергія Григоровича Строганова) і син Олександр (1795—1814), що рано помер.
Інша гілка походить від Олександра Миколайовича. Його син, Григорій Олександрович Строганов (1770—1857) — відомий дипломат і громадський діяч, мав двох синів. Старший його син Олександр Григорович Строганов (1795—1891) — обраний Міністр внутрішніх справ у 1839—1841, а від 1849 року — член Державної ради. Мав сина Григорія Олександровича (1824—1879).
Молодший син Григорія Олександровича — Сергій Григорович Строганов (1794—1882), одружився з кузиною Наталею Павлівною. Упродовж 1859—1860 рр. обраний московським генерал-губернатором. У їх сина Олександра (1818—1864) було двоє дітей: син Сергій Олександрович і дочка Ольга.
Сергій Олександрович Строганов (1852—1923), останній представник династії за чоловічою лінією, морський офіцер і меценат, брав участь у розробці військового забезпечення, а саме зброї. Помер у Ніцці 1923 року.
Ольга Олександрівна Строганова (1860—1944) вийшла заміж за князя Олександра Григоровича Щербатова (1850—1915) — президент Московського товариства сільського господарства, камергер (1899); засновник і голова «Російського союзу торгівлі й промисловості» (рос. Российского союза торговли и промышленности), голова Союзу російських людей (1905—1909).
Остання представниця роду — баронеса Елен де Людинґаузен (Олена Андріївна), народилася 1942 року й дотепер мешкає в Парижі, дітей не має.
Родина Строганових цілковито була прихильниками мистецтва, літератури, історії, археології. Серед синів Сергія Григоровича двоє — Павло Сергійович Строганов і Григорій Сергійович Строганов, знані колекціонери. Родина володіла значними бібліотеками, колекціями картин, монет, естампів, медалей тощо.

## Земельні володіння Строганових

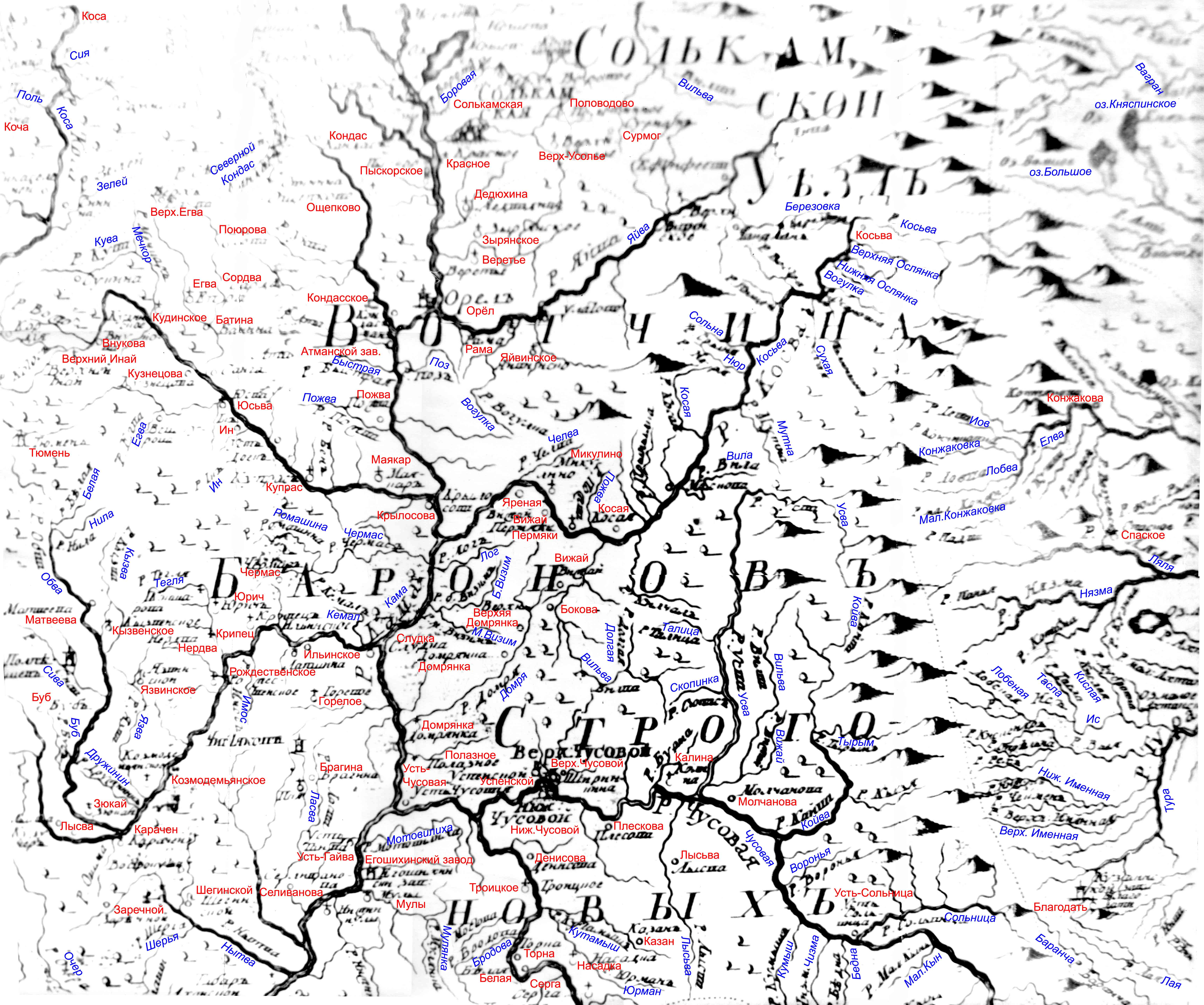
Мапа «Вотчина баронів Строганових» з розшифруванням

Строганови були найбільшими землевласниками на території Уралу з XVI століття і до 1917 року. 1817 року пермські володіння родини Строганових були сформовані в майорат із площею близько 1,5 млн десятин (неділимі до 1917 року). Майорат Строганових, до якого належав і маєток «Мар'їно» Новгородського повіту, згодом перейшов до роду Голіциних. За підрахунками Федора Волегова родина Строганових отримувала від російських царів такі землі (всього 10 382 347 десятин):
- 3 415 840 десятин у Пермі Великій за грамотами від 4 квітня 1558 року й від 2 лютого 1564 року;
- 1 129 218 десятин обабіч річки Чусова за грамотою від 25 березня 1568 року;
- 1 225 049 десятин території Уралу за грамотою від 30 травня 1574 року;
- 586 382 десятин обабіч річки Кама за грамотою від 7 квітня 1597 року;
- 163 280 десятин обабіч річки Кама за грамотою від 16 вересня 1615 року;
- 604 212 десятин на річці Веслянка за грамотою 1685 року;
- 254 741 десятин на річці Лолог за грамотою від 29 вересня 1694 року;
- 3 634 десятини Зиряновського виробництва за грамотою від 2 липня 1701 року.

Петро I виділив Григорію Дмитровичу Строганову нові землі за грамотами 1685, 1688, 1694, 1697, 1701 і 1702 років. Загалом до 1715 року Григорій Строганов володів вже 6 млн 639 тис. десятинами землі. Після його смерті 1715 року володіння залишалися неподіленими тривалий час.
1740 року сини Григорія Строганова розділили порівну його майно в Москві, а 20 травня 1747 року через жеребкування поділили на три майже рівні частини Пермську вотчину:
- Олександр Григорович отримав 2 млн 213 тис. десятин землі, 19 235 ревізьких душ і Південно-Камський завод з виробництва міді;
- Микола Григорович отримав 2 млн 213 тис. десятин землі, 19 342 ревізьких душ і Таманську фабрику з виробництва міді;
- Сергій Григорович отримав 2 млн 213 тис. десятин землі, 19 364 ревізьких душ і Білімбаєвський металорургійний завод.

1749 року було поділено між трьома братами Новоусольске, Ленвенське, Зирянське й Чусовське соляні виробництва, а землі верхнього Прикам'я і 1133 ревізьких душ залишилися неподільною сімейною власністю. Олександр Строганов намагався освоїти Південний Урал і побудував упродовж 1755—1757 рр. Троїце-Саткинський завод, але підприємство було збитковим і довелося його продати 1769 року купцю Лугініну.
У результаті продажу виробництва й шлюбів у другій половині XVIII століття значна частина строгановских володінь перейшла до рук родин Всеволожських, Голіциних, Лазаревих і Шаховських. Крім того, саме тоді, було вилучено казною частину землі під будівництво державних заводів. Олександр Сергійович Строганов спочатку подавав позови про повернення відібраних володінь, але 1790 року відмовився від них. Син Олександра, Павло Строганов перед смертю 1817 року просив імператора Олександра I перетворити пермські строгановські землі у майорат. За імператорським указом від 11 серпня 1817 року ці землі переходили «цілком від однієї особи у володіння до іншої» і заборонялося їх «повністю або частково закладати чи продавати як у приватні руки, так і державі, обтяжувати їх будь-якими боргами або іншими зобов'язаннями, вважати такі угоди неправомірними щодо всього майна, де б і ким вони не були здійснені».
Пермський майорат 1833 року становив 1 625 551 десятин землі, а 1859 року — 1 456 476 десятин землі, кількість кріпаків у володіннях за цей період збільшилась від 57 778 до 78 064 осіб чоловічої статі. Зменшення земельних угідь відбувалося через скасування кріпосних порядків на уральських заводах. Так, упродовж 1872—1886 рр. було передано колишнім кріпакам, робітникам і сільським працівникам 700 982 десятин землі.
Площа майорату до кінця 1880-х років залишилася майже як 1858 року, бо Строганівський пермський маєток у 1872 р. і 1877 р. нарощувався через приєднання земель інших гілок Строганових. Так, 1872 року до складу Пермського майорату імператорським указом долучили володіння графа Сергія Григоровича Строганова — 593 964 десятини землі разом з Киновським заводом. Олександр Григорович Строганов 1877 року продав пермському майорату за 1 млн рублів свої 150009 десятин землі з Ленвенськими соляними промислами. Загалом 1886 року володіння С. О. Строганова становили 1 499 466,79 десятин землі. Крім того, Сергій Строганов ще купив 1890 року в родини Демидових Уткинський завод із 89 951 десятин землі, з них 24 081 десятин граф змушений був віддати в наділ селянам. На початку XX століття строгановский майорат скорочувався за рахунок тривалого розмежування з населенням і суперечок зі сусідами. У результаті позовів упродовж 1907—1917 рр. 97 825 десятин землі перейшли до майстрових і колишніх працівників строгановського маєтку (не беручи до уваги Уткинський завод). Загалом до 1917 року в складі пермського майорату числилися 1 464 576,81 десятин землі.
На початку XX століття 94,2 % території Пермського майорату займали ліси. Строганови розпочали торгівлю лісом транспортуючи його річками Камою і Волгою. Тільки за 1915 рік було сплавлено в Царицин 128 тис. колод на суму 915 тис. руб. Друге місце в господарстві Пермського маєтку займало виробництво чавуну й заліза. За 1908—1917 рр. Білімбаївський завод виплавив 5 867 227 пудів чавуну, Уткинський завод — 6 576 154 пудів, а Добрянський завод виробив із цього чавуну 9 498 383 пудів заліза. Через Першу світову війну в 1915 році між Строгановим і казною було укладено угоду про початок випуску на Добрянському заводі артилерійських снарядів. На початку XX століття в Пермському майораті було продовжено солеваріння — упродовж 1908—1917 рр. виготовляли в середньому 3394981 пудів солі на рік. До 1917 року в Усольє працювали 5 соляних свердловин і 7 білих варниць, а в Ленве — 5 свердловин і 8 білих варниць. Крім того, прибуток приносило й борошномельне виробництво. 1917 року в Пермському маєтку діяли 56 млинів і 160 млинових заводів. Також у період Першої світової війни були відкриті значні поклади торфу.
Після Жовтневої революції 1917 року власність Строганових була націоналізована. Так, 5 січня 1918 року Уральська обласна рада приймає рішення про націоналізацію Білімбаївського заводу. 6 лютого 1918 року Пермський губернатор видає розпорядження щодо строгановського маєтку в селищі Іллінський (де знаходився головний офіс пермських володінь Строганових), згідно з яким «у розпорядження земельних комітетів переходять усі землі сільськогосподарського користування, лісові, водні й промислові угіддя, які є загальнонародним надбанням. Під розпорядження комітетів підпадає також живий і мертвий сільськогосподарський і промисловий інвентар, садиби й інші будівлі, а також запаси сільськогосподарських продуктів, що належали конфіскованому маєтку». 10 лютого 1918 року ВРНГ РРФСР приймає постанову № 779 «Про націоналізацію та управління підприємствами Уралу», згідно з яким підлягають націоналізації «пермські маєтки гр. Строганових (Добрянка, Білімбай, Уткіне, Іллінськие, Очерський Кин тощо)». Навесні того ж року проводяться заходи з націоналізації Добрянського, Уткинського і солеварних заводів. 31 липня 1918 року проголошується національною власністю — «Строгановский палац».

## Опис гербів

### Герб роду барона Строгонова (Строганова), що має титул графа Римської імперії

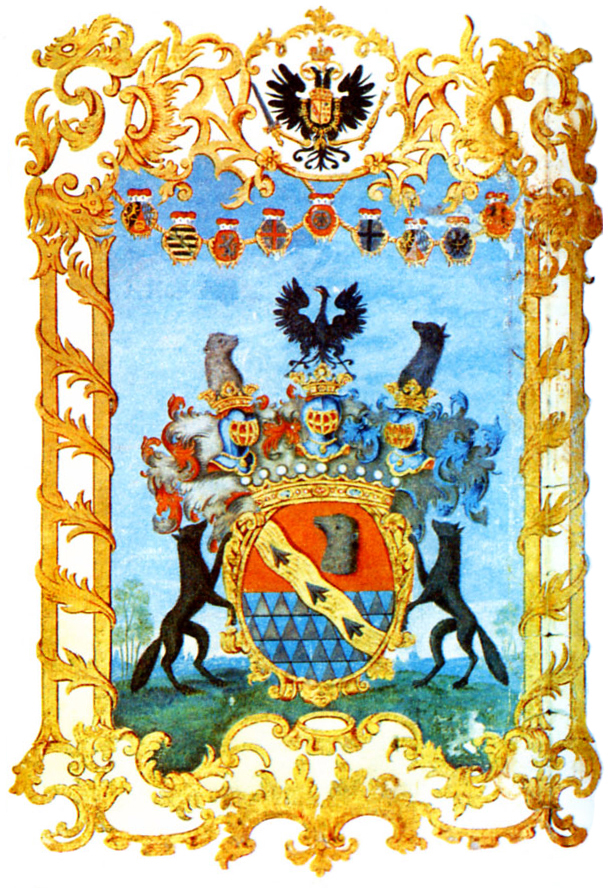
Диплом Олександра Сергійовича Строганова (1761)

Щит розділений горизонтально на дві частини. У верхній частині на червоному полі зображена срібна ведмежа голова з подовженою шиєю, що повернута в правий бік. У нижній частині зображено біляче хутро; там же з правого кута до лівого зображено золота хвиляста перев'язь із трьома залізними вістрями від спису. Прямо над щитом показана корона, що властива графам, і там же три увінчаних шолома прикрашені клейнодами; біля них посередині намальований чорний орел із розпростертими крилами; по краях: із правого боку срібна ведмежа голова, а з лівого боку голова соболя чорного кольору. Намет на щиті червоний і золотий, підкладений сріблом і лазурем. Щит тримають два соболя. Ці соболі, так само як і ведмежа голова, означають, що предки баронів Строганових сприяли підкоренню Сибіру й надали вагому допомогу в збереженні міст Пермського краю.
Прописано 9 червня 1761 року від Римського імператора Франциска для графа Олександра Сергійовича Строганова та його нащадкам. Герб внесений до Загального гербовника дворянських родів Всеросійської імперії, частина 1, стор. 33.

### Герб роду баронів Строгоновых (Строганових)

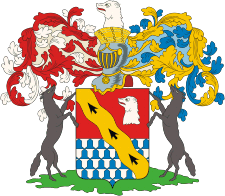
Герб роду баронів Строгонових (1798)

Щит розділений горизонтально на дві частини. У верхній частині на червоному полі зображена срібна ведмежа голова з подовженою шиєю, що повернута в правий бік. У нижній частині зображено біляче хутро; там же з правого кута до лівого зображено золота хвиляста перев'язь із трьома залізними вістрями від спису. Прямо над щитом показана корона, що властива графам, і там же три увінчаних шолома прикрашені клейнодами; біля них посередині намальований чорний орел із розпростертими крилами; по краях: із правого боку срібна ведмежа голова, а з лівого боку голова соболя чорного кольору. Намет на щиті червоний і золотий, підкладений сріблом і лазурем. Щит тримають два соболя. Ці соболі, так само як і ведмежа голова, означають, що предки баронів Строганових сприяли підкоренню Сибіру й надали вагому допомогу в збереженні міст Пермського краю.
Герб внесений до Загального гербовника дворянських родів Всеросійської імперії, частина 1, стор. 34.

### Герб роду Графа Строгонова (Строганова)

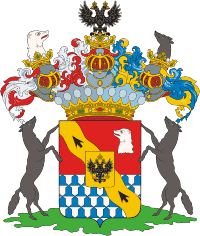
Герб роду графа Строгонова (Строганова), 1798

Щит розділений горизонтально на дві частини, на якій вгорі на червоному полі зображена срібна ведмежа голова, що повернута в правий бік. У нижній частині зображено біляче хутро; там же з правого кута до лівого зображено золота хвиляста перев'язь із двома залізними вістрями від спису. На щит покладена графська корона і три увінчаних шолома прикрашені клейнодами. На середньому шоломі намальований чорний орел із розпростертими крилами. На крайніх шоломах зображено: із правого боку срібна ведмежа голова, а з лівого боку голова соболя чорного кольору. Намет на щиті червоний і золотий, підкладений сріблом і блакитним кольором. Щит тримають два соболя.
Прописано наказом Павла І від 21 квітня 1798 року для графа Олександра Сергійовича Строганова. До герба додано середній щит із зображенням чорного двоголового орла з вензелем імператорського імені. Герб внесений до Загального гербовника дворянських родів Всеросійської імперії, частина 2, стор. 16.

### Герб графа Строганова (Строгонова)

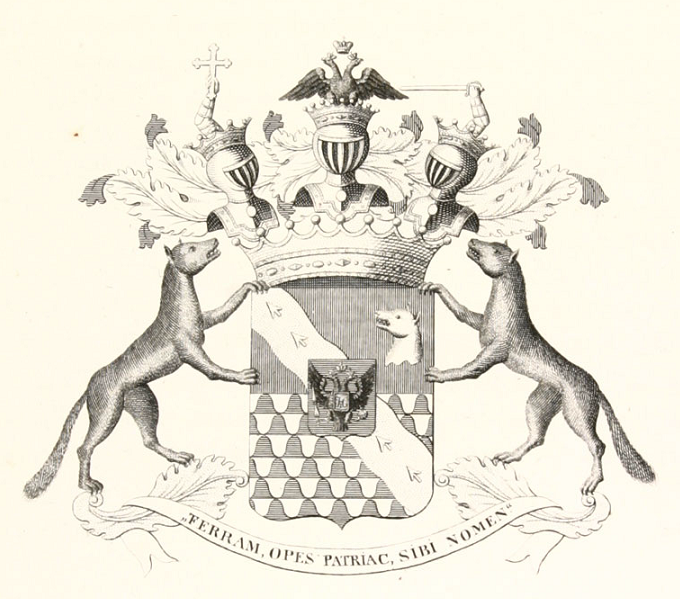
Герб родини Строганова (1836)

Щит розділений горизонтально, має дві частини, на якій вгорі на червоному полі зображена срібна ведмежа голова, що повернута в правий бік. У нижній частині зображено біляче хутро; там же на щиті з правого верхнього кута до нижнього лівого зображено золотий хвилястий пояс, що має чотири залізні вістрі й всередині якого розміщується малий блакитний щит. На ньому зображено коронований орел, що тримає у лапах скіперт і державу, що має на грудях у малому блакитному ж щитку вензель імені його високості імператора Миколи І. На щит накладена графська корона, поверхня якої має три шолома, що увінчані: середній графською, а крайні дворянськими коронами з яких на середній зображено чорний двоголовий коронований орел, а на крайніх по одній в срібних латах руки, що тримають з правого боку золотий хрест, а з лівої шпагу. Намет на щиті срібний і золотий, підкладений голубим і червоним. Щит тримають два соболя. Під щитом девіз: «Вітчизні принесу багатство, собі (залишу) ім'я» (лат. Ferram opes patriae, sibi nomen).
11 вересня 1831 року Григорію Олександровичу Строганову і його нащадкам наданий титул графа Російської імперії. Герб графа Строганова внесений до Загального гербовника дворянських родів Всеросійської імперії, частина 10, стор. 12.

## Палаци й садиби
- Барон Сергій Григорович Строганов побудував Строгановский палац на Невському проспекті.
- Граф Олександр Сергійович Строганов (1733—1811) побудував Строгановскую дачу в Санкт-Петербурзі і маєток Братцево під Москвою.
- Граф Павло Олександрович Строганов (1774—1817) і його дружина-графиня Софія Володимирівна, уроджена княжна Голіцина, побудували маєток Мар'їно — розташований в Тосненському районі Ленінградської області..
- Граф Олександр Сергійович Строганов (1818—1864) побудував маєток Волишово, що розташований в Порховському районі Псковської області.
- 1657 року на замовлення Строганових була збудована кам'яна Нікольська церква, що в Котельниках (слобода Котельницька) у давньому районі Москви з родовою усипальницею (нині церква Святого Миколая)

## Пам'ять про Строганових
- У Москві 30 вересня 2010 р. був встановлений хрест і меморіальний щит з іменами баронів і «іменитих людей» роду Строганових[42], що спочивають у склепі церкви Святителя Миколая в Котельниках[43].
- На честь одного з гурманів роду Строганових м'ясна страва отримала назву бефстроганов.
- Наприкінці 2017—початку 2018 рр. у Пермській картинній галереї пройшла виставка «Строганови — колекціонери» за участю Ермітажу, ДМОМ імені О. С. Пушкіна, Державного Російського музею та ін.[44].
- 2019 року в Державному Ермітажі пройшла виставка творів мистецтва із зібрання графа Павла Сергійовича Строганова «Забутий російський меценат»[45]
- Строгановська школа іконопису — напрямок російського іконопису кінця XVI—початку XVII століть.
- Строгановське лицьове шиття — школа церковного лицьового шиття XVII століття.
- Напрямок московського бароко.

## Відомі представники роду Строганових
- Строганов Григорій Дмитрович (1656—1715) — крупний російський промисловець, землевласник, фінансист і політичний діяч.
- Строганов Павло Олександрович (1774—1817) — граф, генерал-лейтенант, генерал-ад'ютант, державний і військовий діяч.
- Строганова Софія Володимирівна (1775—1845) — фрейліна чотирьох імператриць, молодша донька «вусатої княгині» Наталії Голіциної, сестра московського генерал-губернатора князя Дмитра Голіцина і статс-дами Катерини Апраксіної; дружина генерала графа Павла Строганова.
- Строганов Олександр Григорович (1795—1891) — керуючий Міністерством внутрішніх справ, генерал-ад'ютант (1834), генерал від артилерії (1856).
- Строганова Наталя Вікторівна (1800—1854) — дочка дипломата і державного діяча, графа Віктора Кочубея, дружина графа Олександра Строганова.
- Строганов Григорій Сергійович (1829—1910) — граф, колекціонер і почесний член Академії мистецтв.